# 下方貞清
下方貞清（1527年—1606年），日本戰國時代武將。織田信秀、織田信長的家臣，春日井郡上野城主，通稱彌三郎，別名「左近」。

## 經歷
織田家臣下方貞經之子，1541年以15歲之姿接替病歿的父親成為上野城的城主，領有4500貫俸祿。
曾在1542年小豆坂之戰中大為活躍，受到織田信秀表揚，名列七本槍之一，被織田信長任為馬廻，六度參戰獲得一番槍的功名。之後在1552年8月的萱津之戰、1560年的桶狹間之戰都有建立戰功。
晚年隱居在上野城，只領取220文自家屬地的俸祿，並且在居城鄰近之處建有弘永院的寺院，由義雲祖嚴禪師擔任寺院開山住持。
據說以穿上黒羽織參與進攻的下方貞清之姿被德川家康麾下的內藤正成稱讚為「さながら稲妻の如く」。被派為瀧川一益的與力參加伊勢攻略，1573年時加入朝倉追擊戰建下軍功，於本能寺之變後，回歸尾張先後出仕織田信雄、松平忠吉等歴代尾張國主。慶長十一年（1606）在清洲城故去。